# THE STALIN BEST
『THE STALIN BEST』（ザ・スターリン・ベスト）は、日本のロックバンドであるザ・スターリンのベストアルバム。
2003年1月22日にジャパンレコーズよりリリースされた。

## 解説
- 初のデジタルリマスタリングされた曲によるベストアルバム。
- 選曲はほぼアルバム『STOP JAP』（1982年）、『虫』（1983年）の2枚からとなっているが、2曲だけアルバム『Fish Inn (リミックス盤)』（1986年）からの選曲となっている（ただし、「バイ・バイ“ニーチェ”」のみライブバージョン）。
- ライナーノーツはガガガSPのコザック前田が担当している。
- 曲間が短く、ほぼノンストップですべての曲が進行するようになっている。
- 選曲はいぬん堂が行っていたが、後に遠藤ミチロウの要望により一部選曲を変更している。

## 収録曲
| 全編曲: THE STALIN。 |                                                  |              |            |       |
| #                    | タイトル                                         | 作詞         | 作曲       | 時間  |
| 1.                   | 「ワルシャワの幻想」                             | 遠藤みちろう | THE STALIN | 5:29  |
| 2.                   | 「ロマンチスト」                                 | 遠藤みちろう | THE STALIN | 2:08  |
| 3.                   | 「アレルギー（シングル・ヴァージョン）」         | 遠藤みちろう | THE STALIN | 0:51  |
| 4.                   | 「STOP JAP」                                     | 遠藤みちろう | THE STALIN | 1:48  |
| 5.                   | 「下水道のペテン師」                             | 遠藤みちろう | THE STALIN | 1:53  |
| 6.                   | 「365」                                          | THE STALIN   | THE STALIN | 1:44  |
| 7.                   | 「天プラ」                                       | THE STALIN   | THE STALIN | 1:04  |
| 8.                   | 「取り消し自由」                                 | THE STALIN   | THE STALIN | 3:28  |
| 9.                   | 「水銀」                                         | THE STALIN   | THE STALIN | 3:27  |
| 10.                  | 「Go Go スターリン（シングル・ヴァージョン）」   | THE STALIN   | THE STALIN | 1:51  |
| 11.                  | 「爆裂（バースト）ヘッド」                       | 遠藤みちろう | THE STALIN | 2:37  |
| 12.                  | 「アザラシ」                                     | THE STALIN   | THE STALIN | 2:05  |
| 13.                  | 「Nothing 」                                     | THE STALIN   | THE STALIN | 2:18  |
| 14.                  | 「STOP GIRL」                                    | 遠藤みちろう | THE STALIN | 3:50  |
| 15.                  | 「M-16（マイナー・シックスティーン）」           | 遠藤みちろう | THE STALIN | 4:51  |
| 16.                  | 「虫」                                           | THE STALIN   | THE STALIN | 9:40  |
| 17.                  | 「バイ・バイ“ニーチェ”（ライヴ・ヴァージョン）」 | 遠藤みちろう | THE STALIN | 3:53  |
| 合計時間:            | 合計時間:                                        | 合計時間:    | 合計時間:  | 52:58 |

## 曲解説
1. ワルシャワの幻想
2. ロマンチスト
イントロにエフェクトが掛けられている。
3. アレルギー（シングル・ヴァージョン）
4. STOP JAP
5. 下水道のペテン師
6. 365
7. 天プラ
8. 取り消し自由
9. 水銀
10. Go Go スターリン（シングル・ヴァージョン）
11. 爆裂（バースト）ヘッド
12. アザラシ
13. Nothing
14. STOP GIRL
15. M-16（マイナー・シックスティーン）
16. 虫
17. バイ・バイ“ニーチェ”（ライヴ・ヴァージョン）